# Маритуйское муниципальное образование
Мариту́йское муниципальное образование — сельское поселение в составе 
Слюдянского района Иркутской области Российской Федерации.
Административный центр — село Маритуй.

## Границы
Согласно закону «О статусе и границах муниципальных образований Слюдянского района Иркутской области» 

…С севера Маритуйское муниципальное образование граничит с Иркутским и Шелеховским районами Иркутской области. Граница начинается от отметки 902 м и идёт в восточном направлении до горы Камни Пономарёвские, от которой поворачивает на север на расстояние 2 км 600 м, затем ломаной линией распространяется до границы с Шелеховским районом, длина которой составляет 32 км 200 м, далее поворачивает на юг на расстояние 11 км 400 м, затем идёт на запад протяженностью в 13 км 800 м до восточной границы Култукского муниципального образования. С запада муниципальное образование граничит с Култукским муниципальным образованием. Граница начинается от истока р. Большая Крутая Губа в юго-западном направлении на расстояние 3 км 800 м, затем поворачивает в юго-восточном направлении до оз. Байкал. Таким образом, протяжённость западной границы составляет 7 км 200 м. С юга граница на всём своём протяжении проходит по береговой линии оз. Байкал. Начало границы от 139 км 600 м до 89 км Кругобайкальской железной дороги. С востока муниципальное образование граничит с Портбайкальским муниципальным образованием. Граница начинается от 89 км в северо-западном направлении и идёт ломаной линией, длина которой составляет 12 км до границы с Иркутским районом.

## Население
| 2010 | 2011 | 2012 | 2013 | 2014 | 2015 | 2016 |
| ---- | ---- | ---- | ---- | ---- | ---- | ---- |
| 94   | →94  | ↗95  | ↘90  | ↘84  | ↘80  | →80  |
| 2017 |      |      |      |      |      |      |
| ↘73  |      |      |      |      |      |      |

На 1 января 2020 года население — 68 человек. 
На 1 января 2021 года население — 64 человека.

## Состав сельского поселения
В состав муниципального образования входят 7 населённых пунктов:
| № | Населённый пункт | Тип населённого пункта       | Население |
| - | ---------------- | ---------------------------- | --------- |
| 1 | Баклань          | посёлок                      | ↗17       |
| 2 | Маритуй          | село, административный центр | →55       |
| 3 | Половинная       | посёлок                      | ↘11       |
| 4 | Пономарёвка      | посёлок                      | →6        |
| 5 | Пыловка          | посёлок                      | ↗3        |
| 6 | Шаражалгай       | посёлок                      | ↘1        |
| 7 | Шумиха           | посёлок                      | →2        |

В 2023 году Законом Иркутской области был упразднён посёлок Уланово.